# Le Roi Grenouille
Pour plus de détails, voir Fiche technique et Distribution.
Le Roi Grenouille (Froschkönig) est un film est-allemand réalisé par Walter Beck (de), sorti en 1988.
Il s'agit de l'adaptation du conte de fée Le Roi Grenouille ou Henri de Fer, publié par les frères Grimm en 1812.

## Synopsis
En jouant, Henriette, la fille du roi, fait accidentellement tomber sa boule d'or dans le puits. Une grenouille apparaît et promet de l'aider si la princesse accepte qu'elle joue avec elle, mange et dorme dans son lit. Henriette promet à la grenouille d'exaucer ses vœux, mais lorsqu'elle récupère sa boule d'or, elle l'abandonne sans plus s'occuper d'elle.
La grenouille suit la fille du roi au château, où Henriette doit exaucer ses vœux sur l'insistance de son père, car il faut tenir une promesse. Mais lorsque la grenouille veut dormir dans son lit, Henriette, furieuse, la jette contre le mur, ce qui transforme la grenouille en prince. Henriette veut certes rester pour toujours avec le prince, mais comme il le lui avoue tristement, il n'est pas délivré, car Henriette n'a pas tenu sa promesse ; malgré ses suppliques, il quitte le château.
Comme les recherches du père d'Henriette pour retrouver le roi des grenouilles s'avèrent vaines, la fille du roi décide de partir elle-même à la recherche du prince. Sur son chemin, elle rencontre le feu et l'eau. Ceux-ci ne peuvent pas l'aider, mais seulement lui accorder le passage à travers leur royaume. Enfin, le vent peut la porter jusqu'à la citadelle où le roi des grenouilles a été exilé. Elle parvient à entrer dans la citadelle en se faisant passer pour le compagnon Henri.
Henriette offre une chaîne en or au caviste du Roi Grenouille pour pouvoir lui servir du vin, et tient ainsi sa promesse de boire avec lui dans une coupe. Grâce à la chaîne en or, le Roi Grenouille soupçonne qu'Henri pourrait être une femme et, pour le tester, il répand sur le sol des petits pois sur lesquels Henriette glisse.
La princesse a donné au cuisinier un serre-tête pour pouvoir servir le repas et tient ainsi sa promesse de manger dans la même assiette que le Roi Grenouille. Le serre-tête attise à nouveau les soupçons du roi, qui pense qu'Henri pourrait être une femme. Le cuisinier propose de tester dans la cave à vin si Henri est un homme ou une femme. Là, elle chasse le roi avec les armes entreposées dans la cave.
Henriette offre sa boule d'or au chambellan et s'introduit ainsi dans la chambre à coucher du roi des grenouilles, ce qui lui permet également de tenir sa promesse de dormir dans le lit du roi. Lorsque le roi voit la boule d'or, il la teste à nouveau en lui donnant le poste de cocher. À contrecœur et en larmes, elle répond à son souhait de le conduire jusqu'à sa fiancée. Arrivé à destination, le roi des grenouilles déclare Henriette comme sa fiancée.

## Fiche technique
- Titre original : Froschkönig
- Titre français : Le Roi Grenouille[2]
- Réalisateur : Walter Beck (de)
- Scénario : Walter Beck (de), Brigitte Bernert
- Photographie : Wolfgang Braumann (de)
- Montage : Rita Hiller (de)
- Son : Werner Dibowski, Helga Kadenbach
- Musique : Günther Fischer (de)
- Costumes : Dorit Gründel
- Sociétés de production : Deutsche Film AG
- Pays de production :  Allemagne de l'Est
- Langue de tournage : allemand
- Format : Couleur Orwo - 1,33:1 - 35 mm
- Durée : 67 minutes (1h07)
- Genre : Conte merveilleux
- Dates de sortie :
  - Allemagne de l'Est : 26 juin 1988

## Distribution
- Jana Mattukat (de) : Henriette
- Jens-Uwe Bogadtke (de) : le Roi Grenouille
- Peter Sodann (de) : le Roi
- Franziska Glöss-Ebermann : Florentine
- Susanne Lüning (de) : Geraldine
- Thomas Wolff (de) : Askold
- Pedro Hebenstreit (de) : Barnabas
- Dieter Wien (de) : Carbinian
- Günter Schubert (de) : Dagobert
- Gerd Blahuschek (de) : la voix du feu
- Janina Hartwig (de) : la voix de l'eau
- Carl Martin Spengler (de) : la voix du vent
- Gunter Friedrich (de) : le premier cavalier
- Karl Sturm (de) : le deuxième cavalier
- Gunnar Helm (de) : le troisième cavalier
- Jürgen Hölzel : le quatrième cavalier